# Karl-Heinz Drogula
Karl-Heinz Drogula (* 1925; † 2017) war eine deutscher Arzt, Krankenhausunternehmer, Kommunal- und Landespolitiker sowie Träger des  Bundesverdienstkreuzes.

## Tätigkeit als Arzt
Drogula war Facharzt für Orthopädie, Chirotherapie und Physikalische Therapie sowie Träger und Inhaber der (privaten) Krankenhäuser Döbeln, Neustadt bei Coburg und der West-Klinik Berlin-Dahlem. Von 1979 bis 1991 war er Präsident des Bundesverbandes Deutscher Privatkrankenanstalten e.V. mit Sitz in Bonn, zehn Jahre lang Vorsitzender des Verbandes Berliner Privatkrankenanstalten, sowie Gründungsmitglied und von 1979 bis 1982, dann wieder von 1987 bis 1989 Präsident der Deutschen Gesellschaft für Manuelle Medizin e.V. Für seine Tätigkeit als Arzt und Unternehmer erhielt er das Bundesverdienstkreuz.

## Politisches Wirken
Von Februar 1958 bis zum 4. Quartal 1961 und von 1963 bis 1967 war Drogula Bezirksverordneter für die SPD im Bezirk Berlin-Charlottenburg. Von 1971 bis 1975 war er Abgeordneter der SPD- bzw. des von Franz Josef Strauß unterstützten Bund Freies Deutschland (BFD) im Abgeordnetenhaus von Berlin.
Im Jahr 1990 übernahm er den Landesvorsitz der neu gegründeten Deutschen Sozialen Union (DSU) in Westberlin sowie den Kreisverbandsvorsitz im Bezirk Charlottenburg.
Er betätigte sich zudem als Mäzen seiner Geburtsstadt Mittenwalde, deren Ehrenbürger er war.